# Troskok s mjesta na Olimpijskim igrama
Osvajači olimpijskih medalja u atletskoj disciplini troskok s mjesta, koja se u programu Igara našla u dva navrata i to samo u muškoj konkurenciji, prikazani su u sljedećoj tablici:
| Olimpijske igre | Zlato          | Zlato   | Srebro              | Srebro  | Bronca               | Bronca |
| Pariz 1900.     | Ray Ewry (SAD) | 10,58 m | Irving Baxter (SAD) | 9,95 m  | Robert Garrett (SAD) | 9,50 m |
| St. Louis 1904. | Ray Ewry (SAD) | 10,54 m | Charles King (SAD)  | 10,16 m | Joseph Stadler (SAD) | 9,60 m |